# Hypothyris chapadensis
Hypothyris chapadensis är en fjärilsart som beskrevs av Talbot 1929. Hypothyris chapadensis ingår i släktet Hypothyris och familjen praktfjärilar. Inga underarter finns listade i Catalogue of Life.